# Rosenkjærprisen
Rosenkjærprisen är ett danskt kulturpris.
Priset instiftades av Danmarks Radio åt 1963 för att hedra dess föredragschef från 1937 till 1953 Jens Rosenkjær. Priset tilldelas en kulturperson eller vetenskapsman, som har förmått förmedla ett svårtillgängligt vetenskapligt ämne. Med priset följer ett penningbelopp, som successivt har ökat från ursprungligen 25 000 kronor till 50 000. Mottagaren förpliktar sig att hålla fem till sex radioföredrag i DR P1.

## Prismottagare
| År   | Titel                                                                      | Namn                          |
| ---- | -------------------------------------------------------------------------- | ----------------------------- |
| 1963 | Professor                                                                  | Bengt Strömgren               |
| 1964 | Professor                                                                  | Hans H. Ussing                |
| 1965 | Professor och fil. doktor                                                  | Søren Egerod                  |
| 1966 | Fil. doktor                                                                | Peter Naur                    |
| 1967 | Professor                                                                  | Johannes Sløk                 |
| 1968 | Professor                                                                  | Tage Kaarsted                 |
| 1969 | Pol. kand.                                                                 | Ester Boserup                 |
| 1970 | Mag. scient.                                                               | Frank Bregnballe              |
| 1971 | Teol. kand.                                                                | Peter Kemp                    |
| 1972 | Cand. mag.                                                                 | Richard West                  |
| 1973 | Fil. doktor                                                                | Aage Trommer                  |
| 1974 | Professor                                                                  | Ove Nathan                    |
| 1977 | Professor, överläkare och Med. doktor                                      | Flemming Kissmeyer            |
| 1978 | Författare                                                                 | Anna Sophie Seidelin          |
| 1980 | Professor och pol. doktor                                                  | Svend Aage Hansen             |
| 1981 | Fil. doktor                                                                | Mette Winge                   |
| 1982 | Professor och med. doktor                                                  | Lennart Olsson                |
| 1983 | Professor och fil. doktor                                                  | Justus Hartnack               |
| 1985 | Läkare                                                                     | Inge Genefke                  |
| 1986 | Professor                                                                  | Troels Fink                   |
| 1987 | Överläkare                                                                 | Jytte Willadsen               |
| 1988 | Musiker                                                                    | Peter Bastian                 |
| 1989 | Mag. art.                                                                  | Niels Birger Wamberg          |
| 1990 | Direktör och mag. art.                                                     | Hans Edvard Nørregård-Nielsen |
| 1991 | Riksantikvarie och fil. doktor                                             | Olaf Olsen                    |
| 1992 | Konsthistoriker och mag. art.                                              | Bente Scavenius               |
| 1993 | Chefredaktör                                                               | Herbert Pundik                |
| 1994 | Författare och präst                                                       | Johannes Møllehave            |
| 1996 | Folkhögskoleföreståndare                                                   | Poul Erik Søe                 |
| 1997 | Lektor och dr. scient.                                                     | Jens Martin Knudsen           |
| 1998 | Sociolog                                                                   | Henrik Dahl                   |
| 1999 | Universitetslektor                                                         | Karsten Fledelius             |
| 2000 | Lektor och fil. doktor                                                     | Lene Koch                     |
| 2001 | Fil. doktor och utrikesminister                                            | Per Stig Møller               |
| 2002 | Landbruksekonom                                                            | Per Pindstrup-Andersen        |
| 2003 | Lektor och mag. art.                                                       | Søren Mørch                   |
| 2004 | Journalist                                                                 | Peter Øvig Knudsen            |
| 2005 | Hjärnforskare och med. doktor                                              | Peter Lund Madsen             |
| 2006 | Astrofysiker och forskare                                                  | Anja C. Andersen              |
| 2007 | Överläkare och tidigare ordförande för Etisk Råd                           | Ole Hartling                  |
| 2008 | EU-expert och prorektor vid Köpenhamns universitet                         | Lykke Friis                   |
| 2009 | Musiker, underhållare och fil kand. i musikvetenskap                       | Sigurd Barrett                |
| 2010 | Professor, överläkare och med. doktor                                      | Bente Klarlund Pedersen       |
| 2011 | Religionsprofessor                                                         | Jakob Skovgaard-Petersen      |
| 2012 | Biolog                                                                     | Eske Willerslev               |
| 2013 | Geolog                                                                     | Minik Rosing                  |
| 2014 | Arkeolog                                                                   | Jeanette Varberg              |
| 2015 | Professor i psykologi                                                      | Svend Brinkmann               |
| 2016 | Professor i formell filosofi                                               | Vincent F. Hendricks          |
| 2017 | Terrorforskare                                                             | Anja Dalgaard-Nielsen         |
| 2018 | Professor i klimatförändringar och glaciologi                              | Sebastian H. Mernild          |
| 2019 | Cykelexpert                                                                | Rolf Sørensen                 |
| 2020 | Historiker, författare, professor emiritus                                 | Birgitte Possing              |
| 2021 | Professor emiritus i rättsvetenskap och hedersdoktor vid Lunds Universitet | Eva Smith                     |
| 2023 | Seniorforskare                                                             | Flemming Splidsboel           |
| 2024 | Specialistläkare och debattör                                              | Imran Rashid                  |